# Спасское сельское поселение (Челябинская область)
Спасское се́льское поселе́ние — муниципальное образование в Верхнеуральском районе Челябинской области Российской Федерации. В рамках административно-территориального устройства муниципальное образование  соответствует административно-территориальной единице Спасский сельсовет.
Административный центр — посёлок Спасский.

## История
Статус и границы сельского поселения установлены Законом Челябинской области от 12 июля 2004 года № 247-ЗО «О статусе и границах Верхнеуральского муниципального района, городских и сельских поселений в его составе»

## Население
| 2002  | 2010  | 2011  | 2012  | 2013  | 2014  | 2015  |
| ----- | ----- | ----- | ----- | ----- | ----- | ----- |
| 2376  | ↗2598 | ↘2595 | ↘2567 | ↗2571 | ↗2577 | ↗2580 |
| 2016  | 2017  | 2018  | 2019  | 2020  | 2021  |       |
| ↘2554 | ↗2563 | ↗2572 | ↘2567 | ↘2507 | ↘1693 |       |

## Состав сельского поселения
| № | Населённый пункт | Тип населённого пункта          | Население |
| - | ---------------- | ------------------------------- | --------- |
| 1 | Бабарыкинский    | посёлок                         | ↘453      |
| 2 | Ивановский       | посёлок                         | ↘205      |
| 3 | Каширинский      | хутор                           | ↗6        |
| 4 | Нововоронинский  | посёлок                         | ↘237      |
| 5 | Новоозёрный      | посёлок                         | ↘131      |
| 6 | Сабановский      | посёлок                         | ↘94       |
| 7 | Спасский         | посёлок, административный центр | ↘1472     |

### Упразднённые населённые пункты
Первомайский (Верхнеуральский район) — посёлок. Исключен из учётных данных в 1979 году.